# ليوبولد الأول دوق النمسا
ليوبولد الأول (4 أغسطس 1290 - 28 فبراير 1326)؛ كان دوق النمسا وستيريا بالمشاركة مع شقيقه فريدرخ الوسيم بعد اغتيال والدهما في 1308 حتى وفاته في 1326.

## السيرة الذاتية
ولد ليوبولد في فيينا، بحيث يعتبر الابن الثالث لـ ألبرخت الأول ملك ألمانيا وإليزابيث من غوريتسيا-تيرول، تعتبر والدته شقيقة ييندريش ملك بوهيميا وأيضا الأخت الغير شقيقة لـ كونرادين ملك ألمانيا وصقلية، في حين من ناحية والده هو حفيد أول ملك هابسبورغ رودولف الأول.
بعد وفاة شقيقه الأكبر رودولف في 1307 واغتيال والده في العام التالي من قبل ابن عمه يوهان من شوابيا، أصبح ليوبولد يدير أملاك العائلة في منطقة شوابيا،. بذلك بدأ في حملة انتقامية ضد قتلة والده، وأيضا تقرب من البيت الملكي لوكسمبورغ، بحيث رافق الملك هاينرخ السابع في حملته الإيطالية، وأيضا في 1311 ساعده في إخماد تمرد غويلف في ميلانو تحت قيادة غيدو ديلا تور، وأيضا في فرض الحصار على مدينة بريشا.
وعند وفاة الإمبراطور هاينرخ، دعم ليوبولد بقوة شقيقه فريدرخ في انتخابات 1314 كملك الرومان، على الرغم من كل الجهود والرشاوي لم يحصل هابسبورغ سوى على أربعة أصوات اثنين منهن متنازع عليها، في حين حصل ابن عمته المنافس الآخر لودفيغ الرابع من فيتلسباخ على خمسة أصوات، في النزاع المسلح بين الخصمين دعم ليوبولد شقيقه، ففي أراضي أجداده في شوابيا تكبد في هزيمة قاسية من قبل الكونفدرالي السويسري في مَعْرَكة مورغَارتِنْ في 1315.
لاحقاً مع 1322 تم أسر أشقائه فريدرخ وهاينرخ بعد معركة مولدورف الحاسمة مع ابن عمته لودفيغ، ومع ذلك كافح ليوبولد من أجل إطلاق سراحهما، دخل في مفاوضات مع الملك لودفيغ الرابع وحتى أنه استلم شعارات الملكية الإمبراطورية التي احتفظ بها في قلعة كيبورغ (اليوم في سويسرا)، إلا أن المفاوضات انهارت واستمر ليوبولد في مهاجمة قوات البافارية، التي فرضت حصاراً غير ناجحاً في بورغاو الشوابية في 1324، ولكن بعد فشل لودفيغ في حصول على موافقة البابوية على انتخابه، وحتى أنه تم حظره من قبل البابوية، مما أدى إلى إطلاق سراح مشروط لفريدرخ في 1325، بحيث كان على الأسير قسم باعتبار لودفيغ هو الملك الشرعي، وأيضا تقديم ليوبولد لامتثال للملك، وهو ما رفضه ليوبولد بشدة، وبذلك عاد فريدرخ إلى ميونخ كسجين على الرغم من أن البابا أعتقه من اليمين، وبسبب هذه لفتة نبيلة من فريدرخ وافق لودفيغ على الإدارة المشتركة معا.
بعد ذلك بوقت قصير توفي ليوبولد في ستراسبورغ عن عمر يناهز الخمسة والثلاثون عاماً في 28 فبراير 1326، بعد وفاته انسحب شقيقه عن الإدارة الملكية شيئاً فشيئاً إلى أراضيه في النمسا وستيريا حتى وفاته في 1330، لم تتمكن عائلته من إحراز اللقب الملكي مجدداً إلا بعد قرن من ذلك ليبقى في حوزتهم لأكثر من 3 قرون ونصف التالية.

## الزواج والذرية

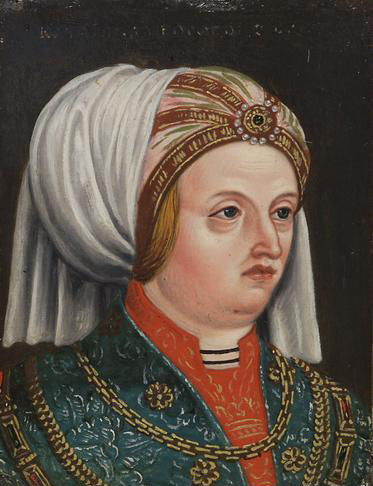
كاترينا

تزوج ليوبولد في 1315 من كاترينا من سافوي/كاثرينا (حوالي.1302 - 30 سبتمبر 1336 راينفيلدن)؛ هي ابنة أميديو الخامس كونت سافوي وزوجته الثانية ماري من برابانت شقيقة الإمبراطورة مارغريت قرينة الإمبراطور هاينرخ السابع، على أية حال أنجبت كاترينا ابنتين له:-
- كاثرينا (1320-1349)،[5] تزوجت من إنغوراند السابع لورد كوسي، لهم ذرية.
- أغنيس (1322-1392)، تزوجت من بولكو الثاني من شيفنيتسا، ليس لهم ذرية.

يعتبر ليوبولد من خلال ابنته كاثرينا جد التاسع لـ ماري ملكة اسكتلندا وهنري الرابع ملك فرنسا.